# Meine peinlichen Eltern
Meine peinlichen Eltern (Originaltitel: Mortified) ist eine australische Fernsehserie, deren erste Folge am 30. Juni 2006 auf Nine Network ausgestrahlt wurde. Die Hauptrolle der Taylor Fry übernahm Marny Kennedy. Die deutsche Synchronstimme ist Leslie-Vanessa Lill. Die Serie besteht aus zwei Staffeln zu je 13 Episoden.

## Handlung
Die elfjährige Taylor Fry empfindet ihre Eltern als total peinlich, denn sie führen ein recht freizügiges und lockeres Leben, was für ein pubertierendes Mädchen nicht einfach ist. Da können nur ihre Freunde helfen. Die stehen ihr immer zur Seite. Es sei denn, es gibt mal wieder ein paar Meinungsverschiedenheiten. Dann ist Taylor in ihrer eigenen, kleinen Fantasiewelt, denn dort findet sie immer Rat.

## Charaktere
- Marny Kennedy als Taylor Fry ist der Hauptcharakter der Serie und elf Jahre alt (in der zweiten Staffel zwölf Jahre alt). Manchmal meint sie, sie wäre ein „schwarzes Schaf“. Taylor besitzt eine große Phantasie und glaubt oft, sie wäre der einzige Mensch in ihrer Familie, der noch einen gewissen Verstand besitzt. Außerdem ist sie heimlich in Leon Lipowski verliebt. Dadurch, dass Leon und Taylor (fast) nichts verbindet und sich Brittany und Leon gut verstehen, ist Taylor oft auf Brittany eifersüchtig.
- Nicolas Dunn als Hector Garcia ist Taylors bester Freund und im selben Alter wie sie. Er ist sehr realistisch, steht auf naturwissenschaftliche Fakten, geht in seiner Freizeit sehr gerne Angeln, ist ein wahrer Freund und hilft Taylor bei jedem Problem. Außerdem ist Hector heimlich in Taylor verliebt. Er hat eine Katzenhaarallergie.
- Maia Mitchell als Brittany Flune ist Taylors Nachbarin und im Gegensatz zu dieser reich und perfekt. Brittany ist ebenso wie Taylor heimlich in Leon Lipowski verliebt. Dadurch, dass sich die beiden gut verstehen, zieht Taylor oft den Kürzeren, worüber sich Brittany freut. In den ersten Folgen der Serie scheinen sich die beiden kaum leiden zu können, doch zur zweiten Staffel scheinen die Mädchen sich immer besser zu verstehen und gute Freunde zu werden. Dennoch ist die Freundschaft zwischen Brittany und Taylor sehr speziell, da Taylor vor allem ihre Eltern vor Brittany unangenehm sind.
- Dajana Cahill als Layla Fry ist Taylors ältere Schwester. Sie ärgert Taylor in fast allen Folgen. Sie hat keinen starken Charakter, denn sobald sie einen neuen Freund in der Serie hat, ändert sich ihr Stil auch.
- Luke Erceg als Leon Vivian Lipowski ist ein beliebter und sportlicher Junge, der gerne surft. Außerdem ist er Taylors und Brittanys heimlicher Schwarm. Es ist jedoch offensichtlich, dass er Brittany klar bevorzugt. Man könnte glauben, er wäre ein Einzelkind, doch in der Episode „Das Benefiz-Quiz“ taucht sein Bruder Brett das einzige Mal in dieser Serie auf. In der Episode „Das vertrackte Praktikum“ erfährt Taylor von Hector, dass Leons gehasster zweiter Vorname Vivian lautet.
- Rachel Blakely als Glenda Fry ist Taylors und Laylas (peinliche) Mutter.
- Andrew Blackman als Don Fry ist Taylors und Laylas (peinlicher) Vater und hat im Einkaufszentrum einen kleinen Laden, in dem er Unterwäsche verkauft. Er ist auch als der „Underpant King“ bekannt.
- Sally McKenzie als Mystic Marj ist Taylors verrückte Tante und hat im Einkaufszentrum einen kleinen Stand, an dem sie aus leeren Teetassen Leuten die Zukunft voraussagt. Außerdem moderiert sie das Mittagsmagazin des städtischen Radiosenders. Dort sagt sie Leuten ebenfalls die, wenn auch manchmal fragwürdige, Zukunft voraus. In einer Folge der zweiten Staffel macht Taylor dort ein Praktikum.
- Veronica Neave als Loretta Flune ist die perfekte und reiche Mutter von Brittany und die Frau von Michael. Zusammen mit ihrer Tochter und ihrem Mann wohnt sie neben der Familie Fry.
- Peter Kent als Michael Flune ist der Vater von Brittany und der Mann von Loretta. Zusammen mit ihnen wohnt er neben der Familie Fry. Ähnlich wie seine Frau scheint er ebenfalls sehr perfektionistisch zu sein, denn er scheint sich Lorettas Lebensstil anzupassen. Dies lässt sich allerdings in mehreren Folgen bezweifeln, denn in der Folge Party mit Kakerlaken (orig. „Girl Power“) lehnen er und Brittany sich gegen Loretta auf, welche davon überzeugt ist, umzuziehen.

## Episoden
| Nummer (gesamt) | Nummer (Staffel) | Originaltitel            | Deutscher Titel           | Erstausstrahlung (Nine Network) | Erstausstrahlung (KI.KA) |
| 01              | 01               | Taylor’s DNA             | Auftritt mit Folgen       | 30. Juni 2006                   | 12. März 2008            |
| 02              | 02               | Bigger Than Vegas        | Auf Stimmenjagd           | 7. Juli 2006                    | 19. März 2008            |
| 03              | 03               | Learning to Surf         | Der Traum vom Surfen      | 14. Juli 2006                   | 26. März 2008            |
| 04              | 04               | Mother in the Nude       | Die nackte Mutter         | 21. Juli 2006                   | 2. April 2008            |
| 05              | 05               | The Chosen One           | Die Auserwählte           | 28. Juli 2006                   | 9. April 2008            |
| 06              | 06               | The Talk                 | Aufklärung muss sein      | 4. August 2006                  | 16. April 2008           |
| 07              | 07               | Flag Fall                | Flagge zeigen             | 11. August 2006                 | 23. April 2008           |
| 08              | 08               | The Big Game             | Das grosse Spiel          | 18. August 2006                 | 30. April 2008           |
| 09              | 09               | Return of the Mothership | Tierisch außerirdisch     | 25. August 2006                 | 7. Mai 2008              |
| 10              | 10               | The Cross Country        | Die schottische Erbschaft | 1. September 2006               | 14. Mai 2008             |
| 11              | 11               | Taylor Turns Bad         | Ganz schön Böse           | 8. September 2006               | 21. Mai 2008             |
| 12              | 12               | Being Me                 | Ich bin Ich               | 15. September 2006              | 28. Mai 2008             |
| 13              | 13               | Leaving Primary          | Das Abschlussfest         | 22. September 2006              | 4. Juni 2008             |

| Nummer (gesamt) | Nummer (Staffel) | Originaltitel              | Deutscher Titel          | Erstausstrahlung (Nine Network) | Erstausstrahlung (KI.KA) |
| 14              | 01               | Little Fish                | Das besondere Deo        | 14. Februar 2007                | 11. Juni 2008            |
| 15              | 02               | Parent Teacher Night       | Die Motto-Party          | 21. Februar 2007                | 18. Juni 2008            |
| 16              | 03               | D.J Taylor                 | Das vertrackte Praktikum | 28. Februar 2007                | 25. Juni 2008            |
| 17              | 04               | School Trivia Night        | Das Benefiz-Quiz         | 7. März 2007                    | 2. Juli 2008             |
| 18              | 05               | Taylor’s Self Portrait     | Der teure Teddy          | 14. März 2007                   | 9. Juli 2008             |
| 19              | 06               | The Wedding                | Die Hochzeit             | 21. März 2007                   | 16. Juli 2008            |
| 20              | 07               | First Child in Space       | Flucht ins All           | 28. März 2007                   | 23. Juli 2008            |
| 21              | 08               | The Family Tree            | Die Jockey-Tante         | 4. April 2007                   | 30. Juli 2008            |
| 22              | 09               | Divorce Camp               | Mutter auf Abwegen       | 11. April 2007                  | 6. August 2008           |
| 23              | 10               | Taylor Gets a Job          | Der Monsterjob           | 18. April 2007                  | 13. August 2008          |
| 24              | 11               | Rome Wasn’t Built in a Day | Extremst-Liebeskummer    | 25. April 2007                  | 20. August 2008          |
| 25              | 12               | Girl Power                 | Party mit Kakerlaken     | 2. Mai 2007                     | 27. August 2008          |
| 26              | 13               | Taylor’s Song              | Das Regelchaos           | 9. Mai 2007                     | 3. September 2008        |

## Auszeichnungen
- 2007: New York Festivals Television Programming and Promotion Awards
  - Grand Award for Best Youth Program
  - Gold World Medal for youth programs ages 7 to 12
- 2007: Seoul International Drama Awards
  - Beste Jugend-Serie[1]
- 2006: Australian Film Institute Awards
  - Best Children’s Television Drama
  - Young Actor Award (Marny Kennedy)
- 2006: Chicago International Children’s Festival
  - Erster Preis in der Kategorie: live action television

### Nominierungen
- 2006: Australian Film Institute Awards:
  - Nominee: Best Direction In Television (Pino Amenta, Episode 1)
  - Nominee: Best Screenplay In Television (Angela Webber, Episode 1)